# دخترعمو بت
دخترعمو بت (به فرانسوی: La Cousine Bette) رمانی اثر نویسنده فرانسوی انوره دو بالزاک است که در سال ۱۸۴۶ منتشر شد. این رمان، داستان زن میانسالی است که ازدواج نکرده و طرح ویرانی خانواده پر جمعیت خود را در سر می‌پروراند.

این رمان یکی از مجموعه کمدی انسانی بالزاک به شمار می‌رود.

## به فارسی
به‌آذین ترجمه‌ای از این رمان به فارسی منتشر کرده است.